# Haemaphysalis sundrai
Haemaphysalis sundrai este o specie de căpușe din genul Haemaphysalis, familia Ixodidae, descrisă de Sharif în anul 1928. Conform Catalogue of Life specia Haemaphysalis sundrai nu are subspecii cunoscute.